# Ivan Ceresnjes
Ivan Čerešnješ (Sarajevo, 1945), també conegut per Ivica Čerešnješ, és un arquitecte i investigador de l'arquitectura bosnià a la Universitat Hebrea de Jerusalem especialitat en la documentació de l'herència arquitectònica i cultural jueva a l'antiga Iugoslàvia i a l'Europa de l'Est.
Durant la Guerra de Bòsnia (1992-1995) presidí la comunitat jueva de Bòsnia i Herzegovina, i tingué un paper central en l'evacuació i rescat de milers de residents de Sarajevo de totes les confessions religioses.

## Biografia
Čerešnješ (va néixer a Sarajevo (Iugoslàvia, però actualment Bòsnia i Herzegovina) el 1945, al final de la Segona Guerra Mundial. Es va doctorar en Arquitectura i Urbanisme a la Universitat de Sarajevo, i després treballà d'arquitecte, de project manager, i de director d'empreses constructores, amb responsabilitat sobre uns 500.000 m2 d'edificis a la regió de Sarajevo. La seva feina inclou la redacció de projectes i la direcció d'obra, tant de restauració com de conservació de temples de diverses confessions religioses, com ara esglésies i mesquites, tot i ser jueu.
Ara bé, una part significativa de la seva activitat professional s'ha dedicat a edificis i recintes religiosos jueus. Per exemple, en la restauració i conservació del cementiri sefardita de Sarajevo, del segle xvi. Aquest projecte fou presentat públicament dos dies abans de l'esclat de la Guerra de Bòsnia, el març de 1992. Ceresnjes també dirigí la restauració de la Sinagoga askenasita de Sarajevo, construïda el 1902, de la sinagoga sefardita Il Kal Nuevu, del segle xvii, i de la capella del cementiri jueu, de 1926.

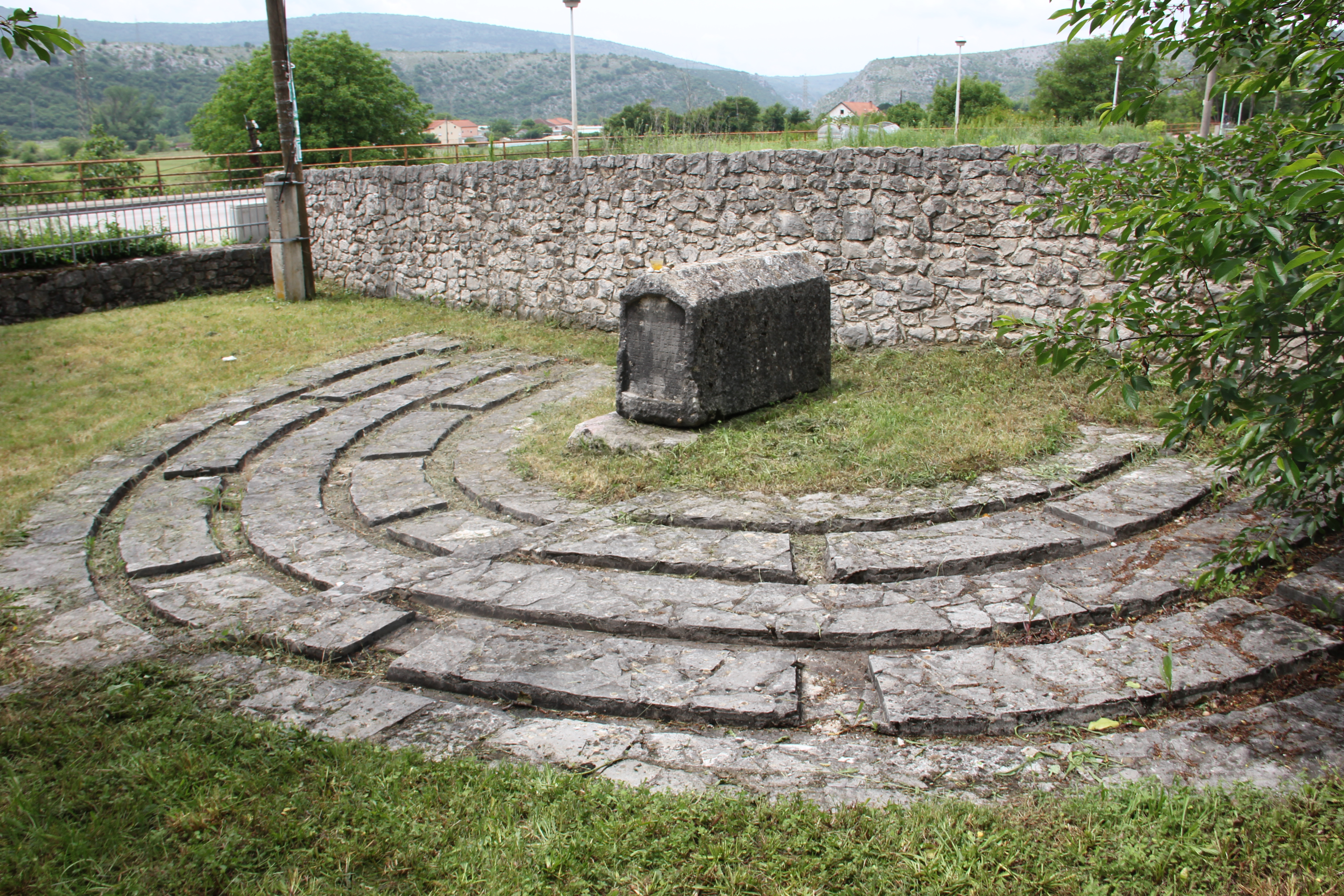
La tomba de Moshe Danon a Stolac (Herzegovina).

El 1989-1990 dirigí la reconstrucció del campament d'estiu jueu de Pirovac, a Croàcia, que servia de lloc de reunió per a tota la comunitat jueva de l'antiga Iugoslàvia. El 1990-1991 restaurà la tomba del Moshe Danon, rabí principal de Sarajevo (1815-1830), a Stolac (Herzegovina).

## Lideratge de la comunitat jueva
Čerešnješ ( fou el president de la comunitat jueva de Bòsnia i Herzegovina i sots-president de la Federació Iugoslava de Comunitats Jueves des del 1992 fins que va emigrar a Israel el 1996. El temps que es dedicà a aquests càrrecs coincidí amb la Guerra de Bòsnia (1992-1995).
Quan l'Exèrcit de la República Sèrbia, que assetjava Sarajevo, n'ocupà el cementiri jueu, Ceresnjes autoritzà que l'exèrcit bosnià pogués bombardejar-lo. Per sort, al final no va fer falta.
Čerešnješ i la societat humanitària sefardita La Benevolencija van ajudar els milers de residents assetjats a Sarajevo, proveint-los aliments, medicaments i comunicacions postals i per ràdio. Ceresnjes tingué una important participació en el fet que l'ajut no fos sectari, com a gest de gratitud cap als musulmans locals que havien amagat jueus durant la invasió de Iugoslàvia pels nazis a la Segona Guerra Mundial. Bon coneixedor de la història dels Balcans, Čerešnješ deia que s'havia pogut anticipar tot un any abans de l'esclat de la guerra, de manera que pogué organitzar la comunitat jueva de Sarajevo per acumular subministraments, assegurar-se que tothom tingués passaport, planificar l'evacuació de nens i vells, i trobar-los llocs per anar a Israel o a Europa. Un cop iniciada la guerra, Ceresnjes i La Benevolencija assistiren el Comitè Jueu Americà de Distribució Conjunta (JDC) en l'evacuació de 2.500 residents de Sarajevo, només un terç dels quals eren jueus. Es van fer un total d'onze evacuacions, tres en avió al principi de la guerra, i vuit en autobusos quan l'aeroport fou clausurat per al trànsit civil. Mentre que altres convois eren aturats, tots els de Ceresnjes van poder passar, perquè els representants locals del JDC van poder negociar altos el foc per assegurar cada una de les operacions.
França concedí la Legió d'Honor a Čerešnješ l'octubre de 1994 en reconeixement dels seus esforços humanitaris durant la guerra. Ha publicat les seves memòries de guerra el 1999 en la monografia Caught in the winds of war: Jews in the former Yugoslavia ("Atrapats pels vents de guerra: jueus a l'antiga Iugoslàvia").

## Treball a Israel
Čerešnješ feu la seva aliyà a Israel el 1996. El 1997 ingressà com a arquitecte-investigador al Centre d'Art Jueu, a la Universitat Hebrea de Jerusalem. Està plenament dedicat a documentar l'herència arquitectònica jueva a l'antiga Iugoslàvia i altres països de l'Europa de l'Est, alhora que realitza el mapa de tots els memorials i monuments dedicats a l'Holocaust. També assessora la Comissió del Congrés dels Estats Units per a la Protecció i la Preservació de les Propietats Americanes a l'Estranger, que s'havia instituït el 1985 per inspeccionar els cementiris, memorials i monuments jueus, amb un primer focus posat a l'Europa de l'Est.